# Torta (pan plano)

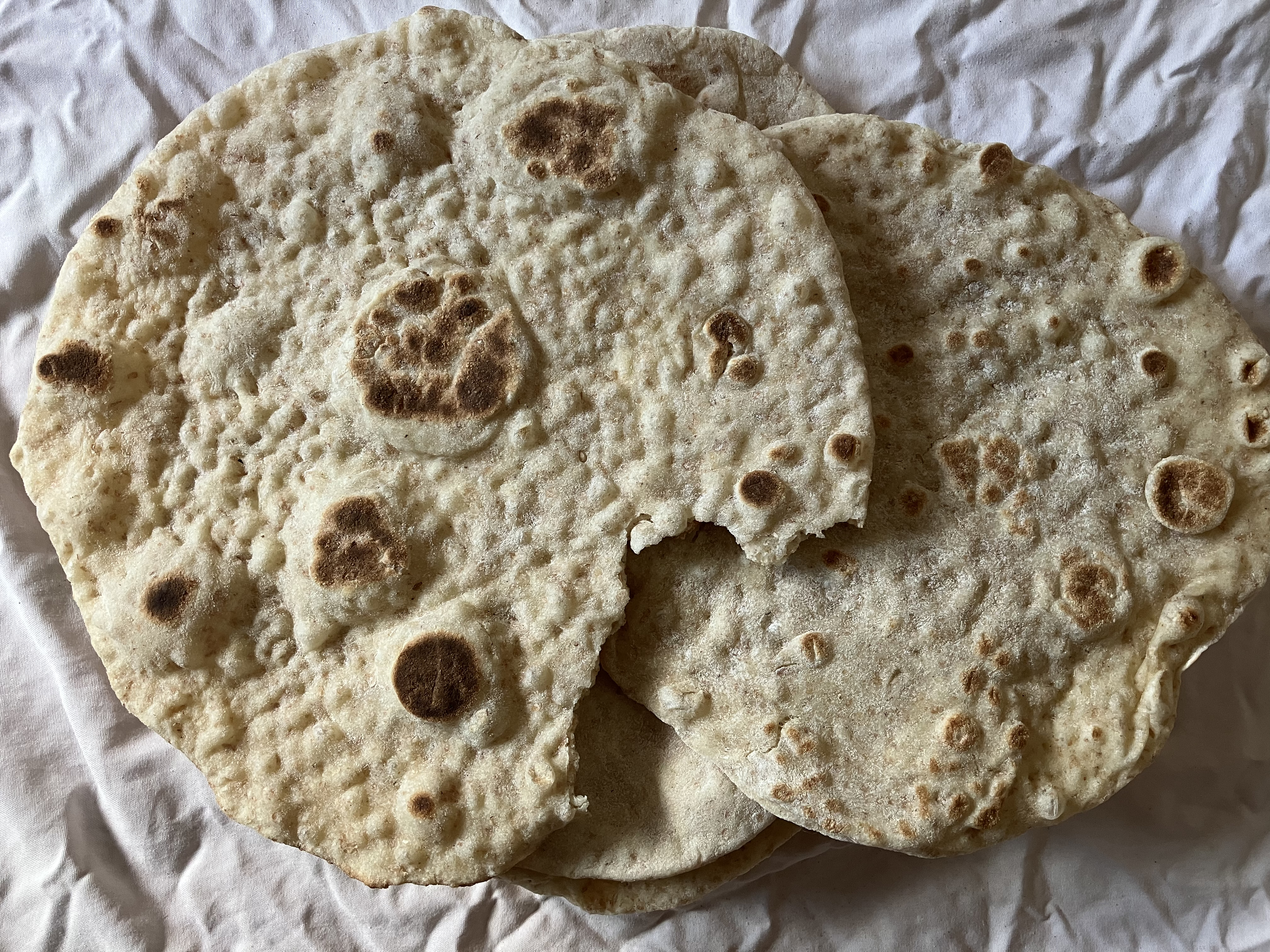
En su sentido original, la torta es una sencilla receta de harina mezclada con agua sin leudar, amasada, aplanada y puesta a cocer.

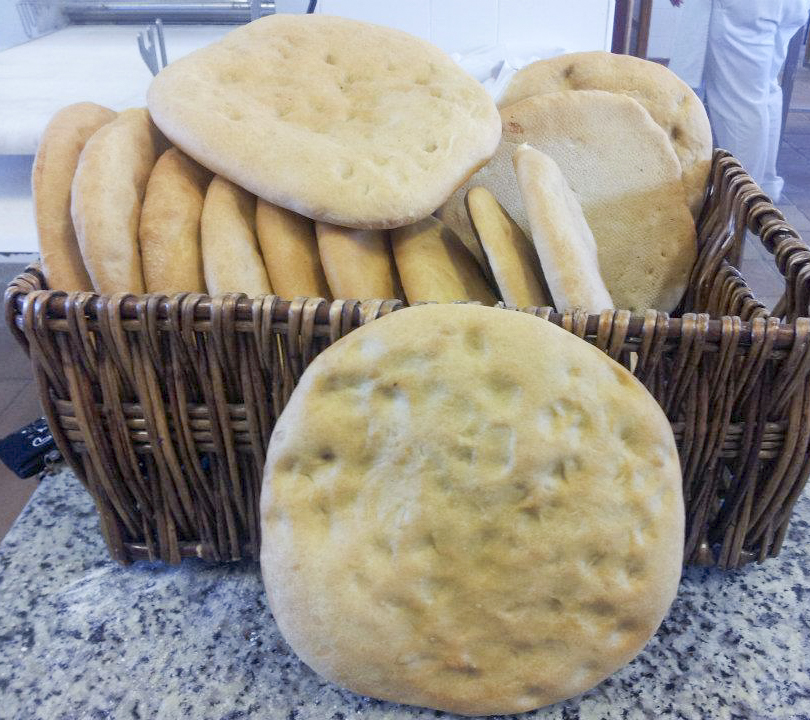
Tortas de Aranda (Burgos, España)

En España, el término torta se refiere a todos aquellos panes que son planos y redondos, tanto salados como dulces, algunos gruesos y otros finos. 
Esta acepción del término «torta» es compartida con los idiomas italiano, portugués y francés (tourte), aunque con muchas peculiaridades regionales. En el español americano, «torta» se refiere simplemente a una tarta grande, excepto en el español mexicano, donde «torta» es el equivalente al bocadillo español (el «entre pan»).

## Pan plano
La torta tiene su origen en diferentes variantes regionales de pan plano, de las cuales la torta de gazpacho y la torta cenceña permanecen en ciertas zonas del centro de España. Las tortas también se mencionan en Levítico 24: 5-9, en la traducción española de la Biblia. Actualmente, sin embargo, la palabra torta también se aplica a diferentes tipos de pan y productos de pastelería, según la región.
Históricamente la diferencia entre la torta y el pan era su forma redonda y plana, así como la ausencia de levadura en su preparación. La conocida palabra tortilla, utilizada principalmente en México (no en España, sin embargo), significa una "pequeña torta", mientras tortada significa "gran torta". En la mayoría de las regiones, una torta se considera tradicionalmente una forma inferior de pan, como en el conocido refrán español:
- A falta de pan buenas son tortas.
- A su vez, en México una variación dice: A falta de pan, tortillas.

Torta frita es un pan plano frito que se come en Uruguay y Argentina. Otros usos de la palabra torta incluyen huevo en torta, un pequeño sofrito de huevos revueltos, que no debe confundirse con la torta de huevo, un pastel típico de Sobrarbe, Aragón, España, y la torta del Casar, un queso elaborado con leche de oveja en Extremadura, España.
La torta italiana se diferencia de la crostata por el relleno: una crostata posee un relleno grueso inconsistente, mientras que una torta alberga un relleno consistente compuesto de ingredientes mezclados.

## Torta dulce
Hoy en día, en varios países de América Latina, la palabra torta es de uso muy común para referirse a los muy diferentes pasteles dulces, como el de una boda o el de cumpleaños que en España son llamados tarta. Este significado también está presente en otras lenguas europeas, como por ejemplo, el italiano y alemán torta, o el francés tarte.

## Sándwich de México
En México, una torta es también un tipo de sándwich.

## Tortilla filipina
A diferencia de su contraparte mexicana, en Filipinas, sobre todo entre los hablantes de tagalo de las islas de las provincias norteñas, torta se refiere a una especie de tortilla hecha con huevos o berenjena, carne molida (generalmente carne de vaca o cerdo), y a veces cebolla picada y patata.

## Galería

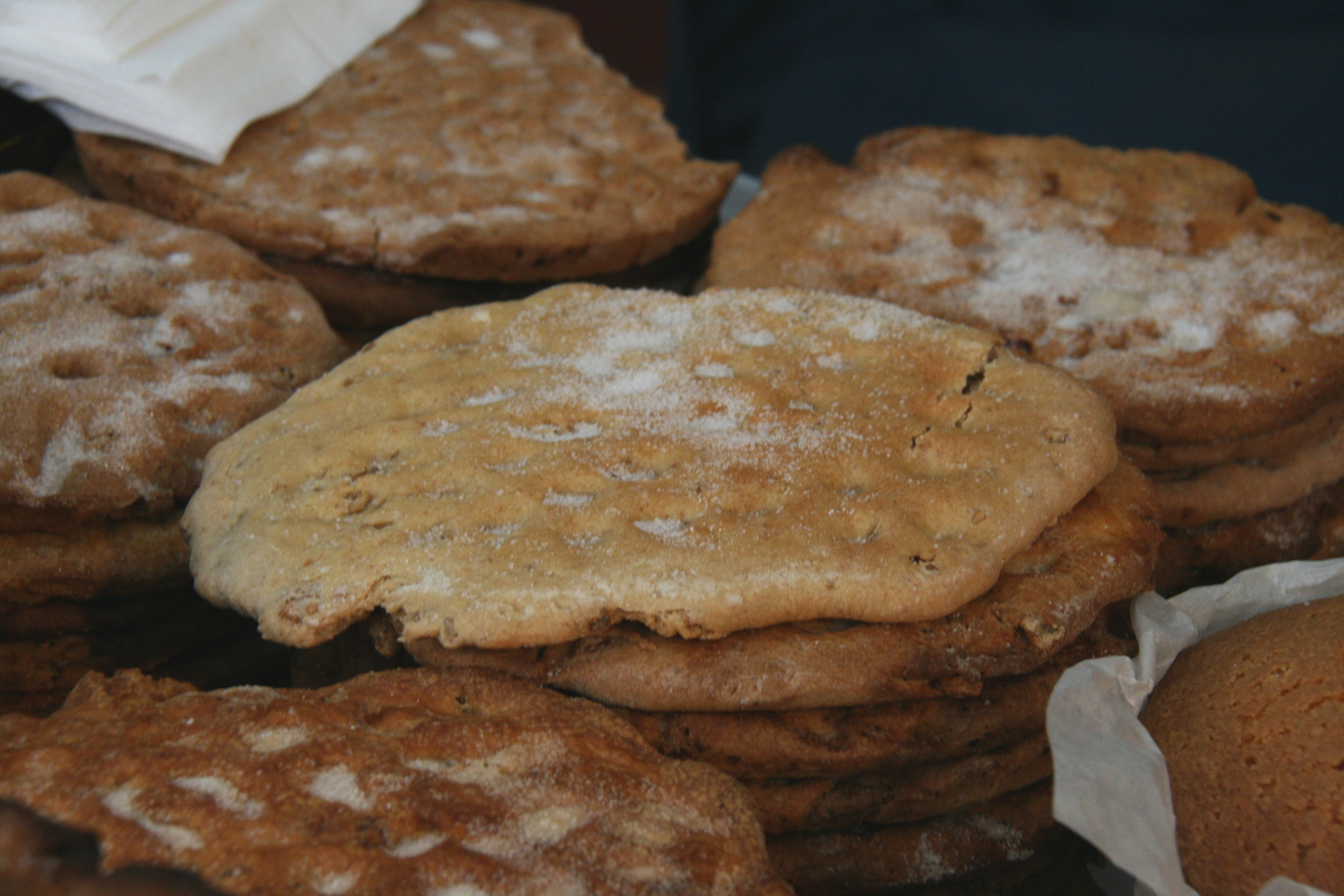
Torta de Chicharrones de Galicia, España
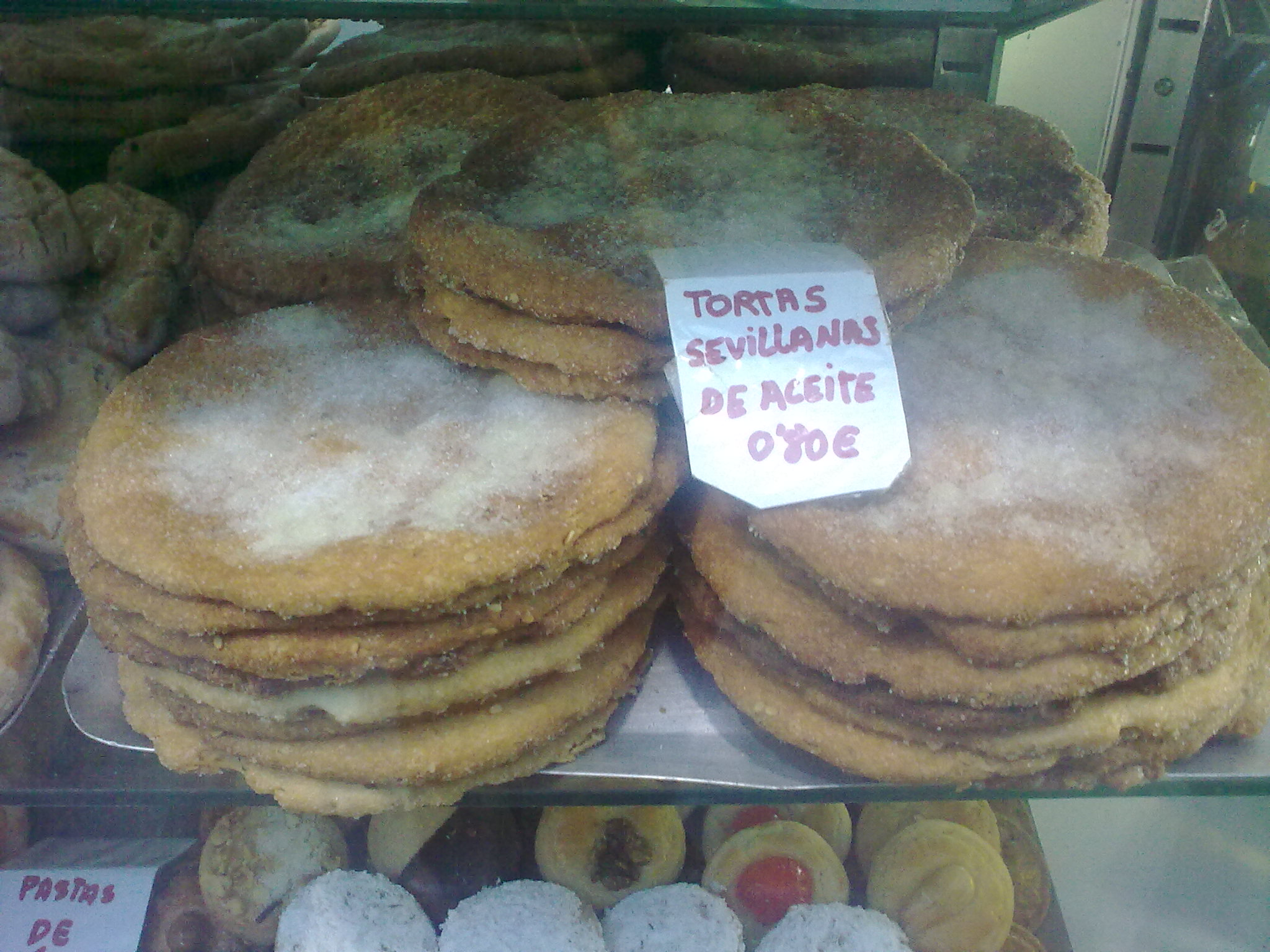
Tortas de aceite en Sevilla, España
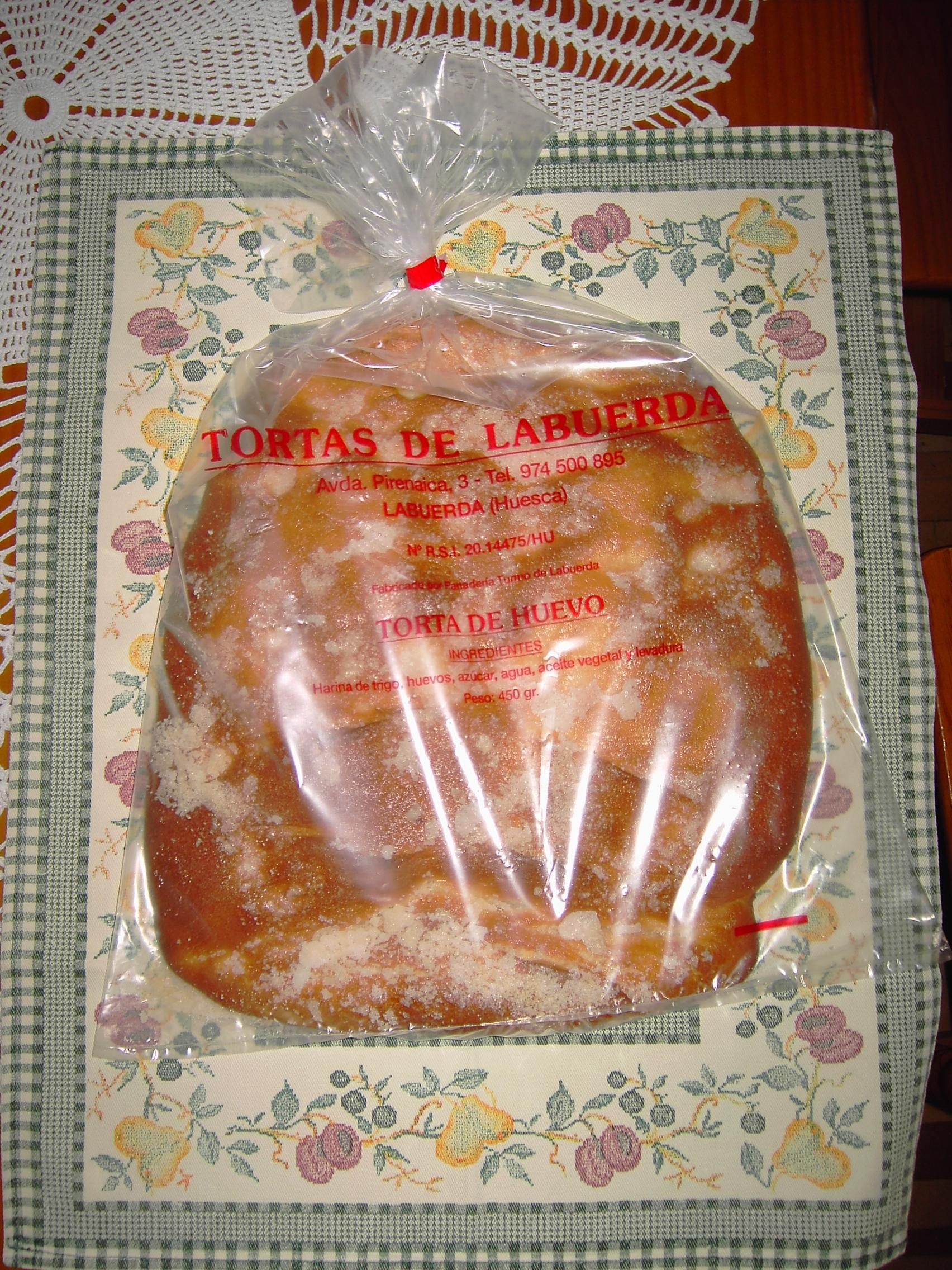
Torta de huevo empaquetada, de Sobrarbe, Aragón, España
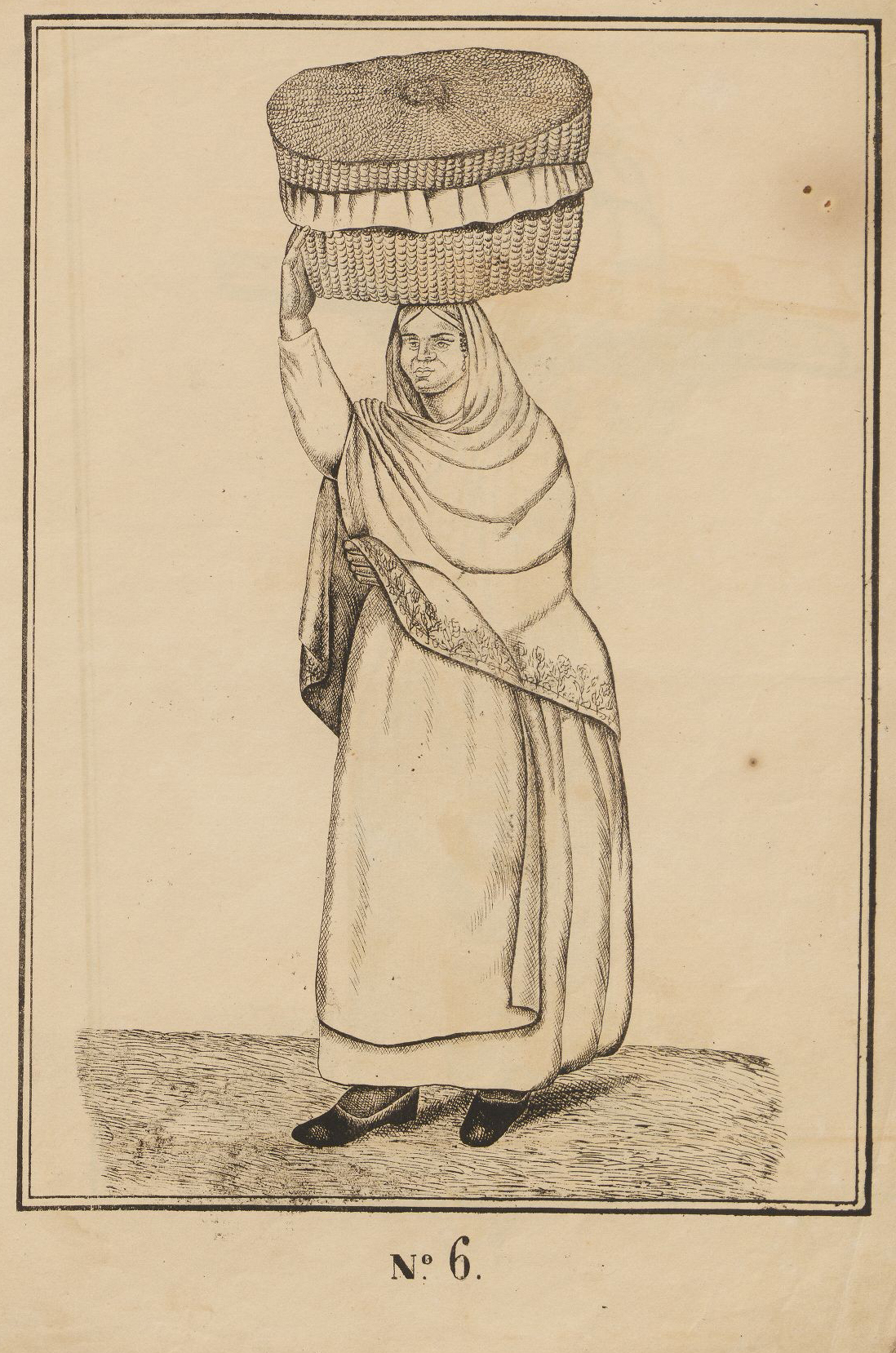
Dibujo de 1839, de una mujer vendiendo tortas
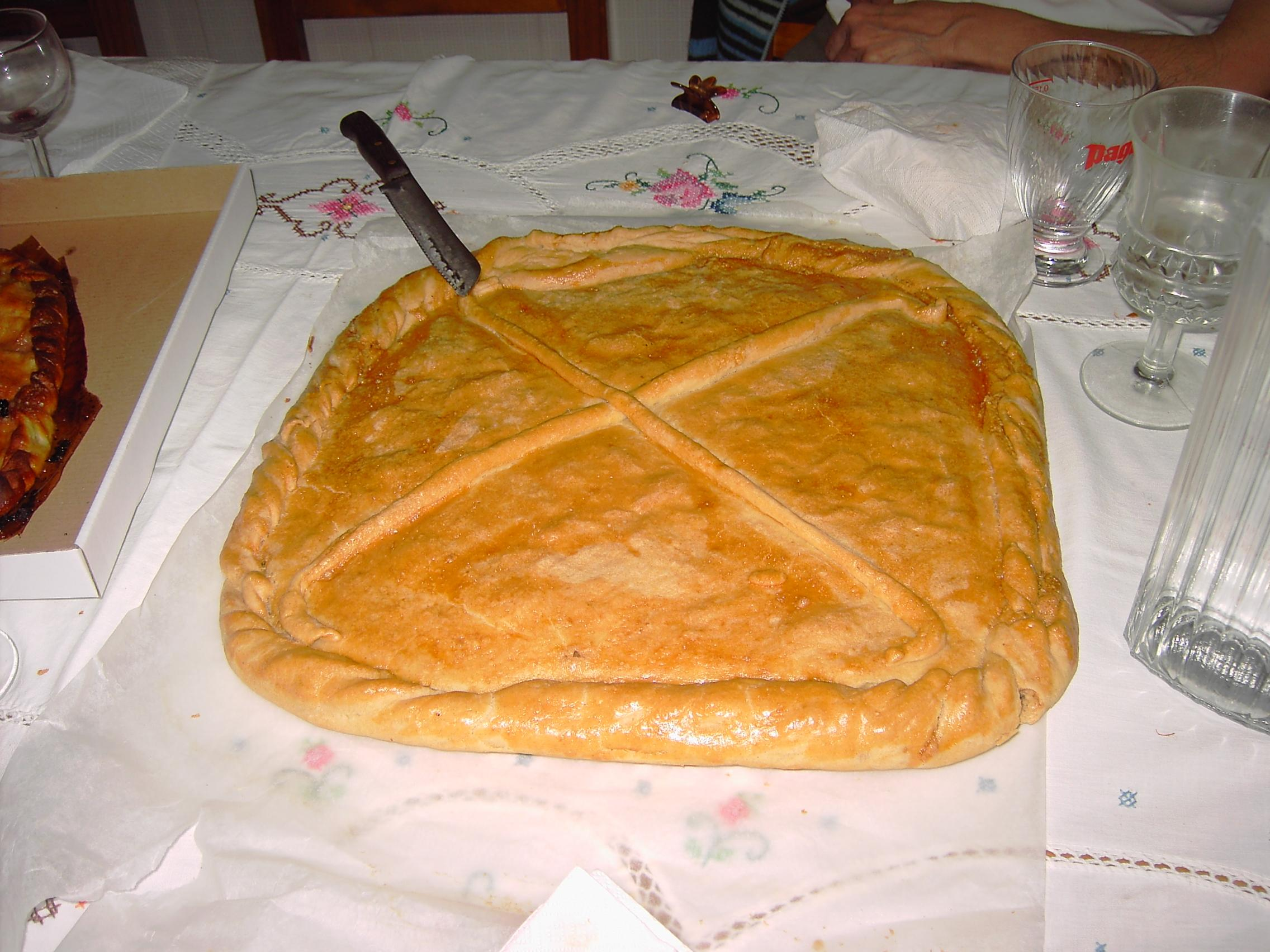
Torta de Ribagorza, Aragón
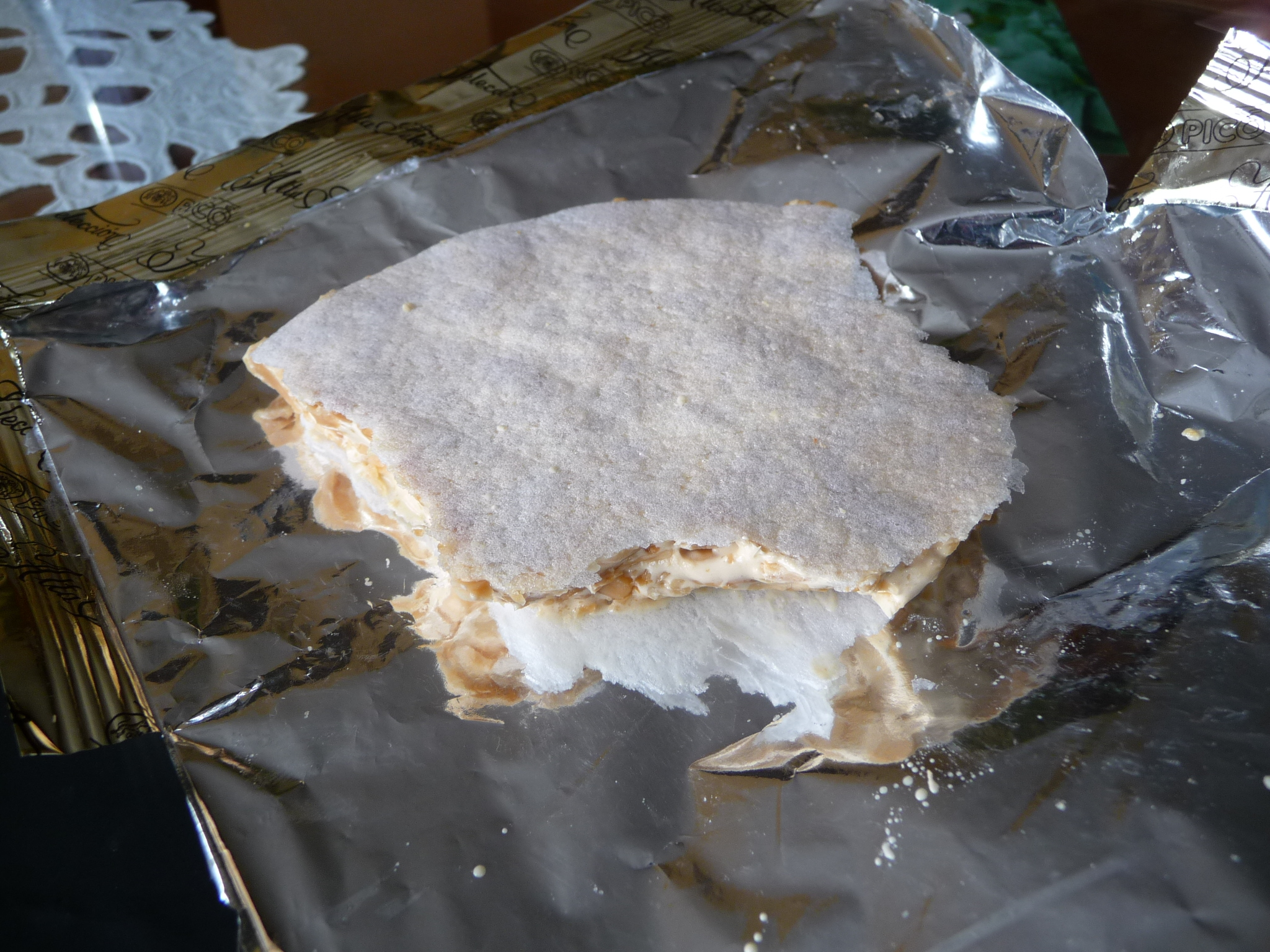
Torta Imperial, España
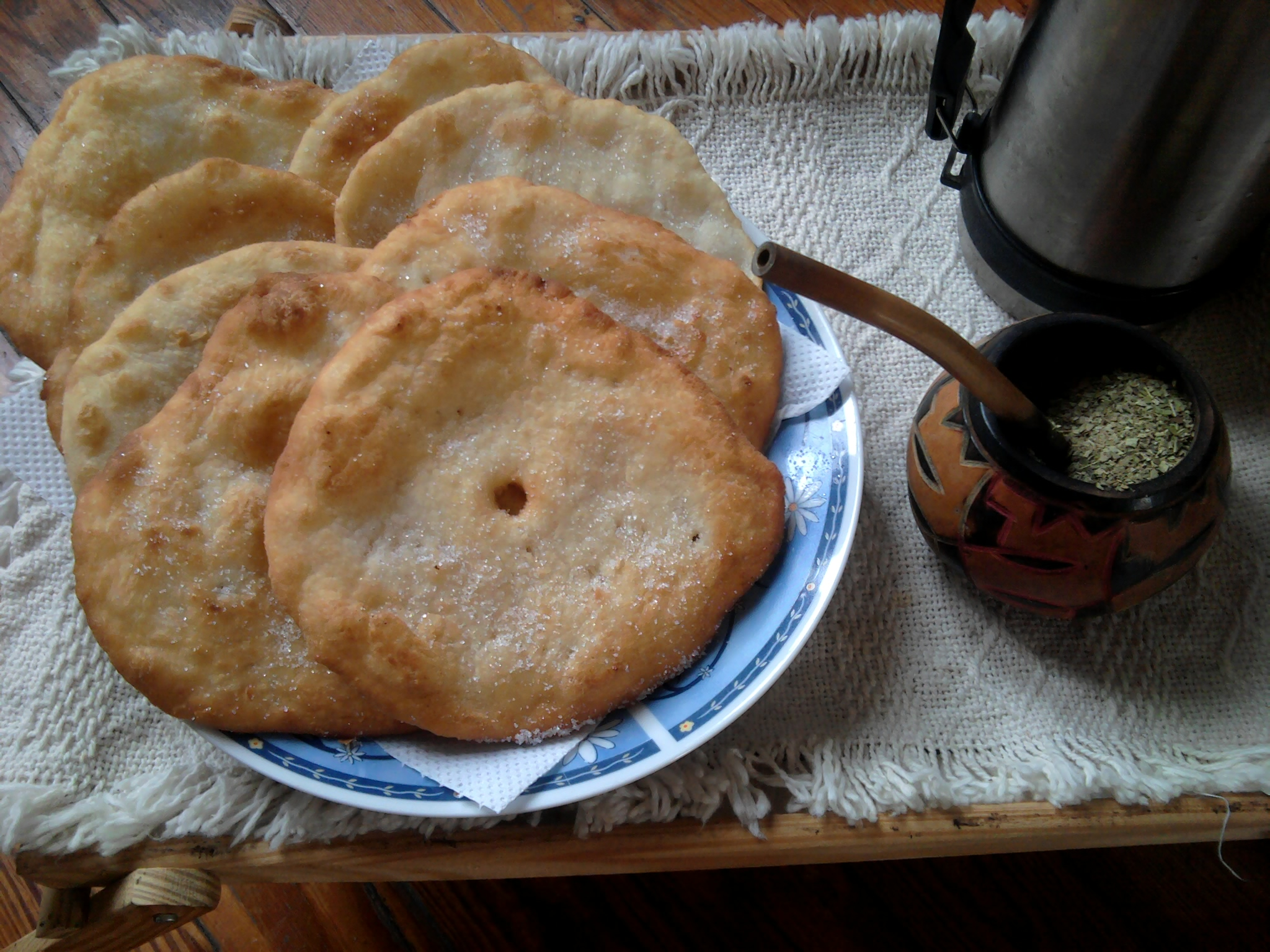
Torta frita, Uruguay - Argentina
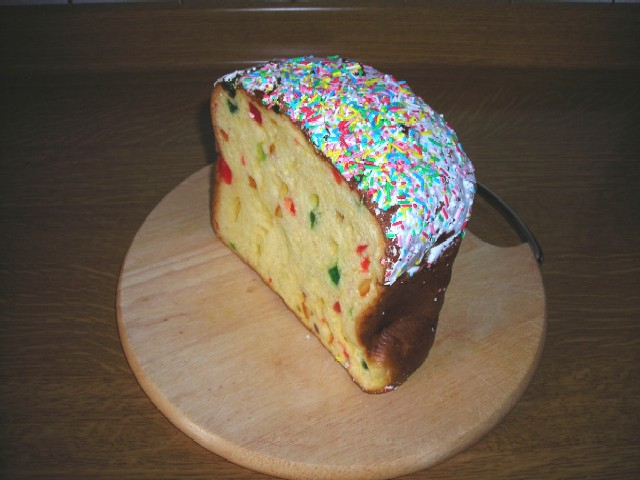
Torta Dolce, de Perugia, Umbría, Italia
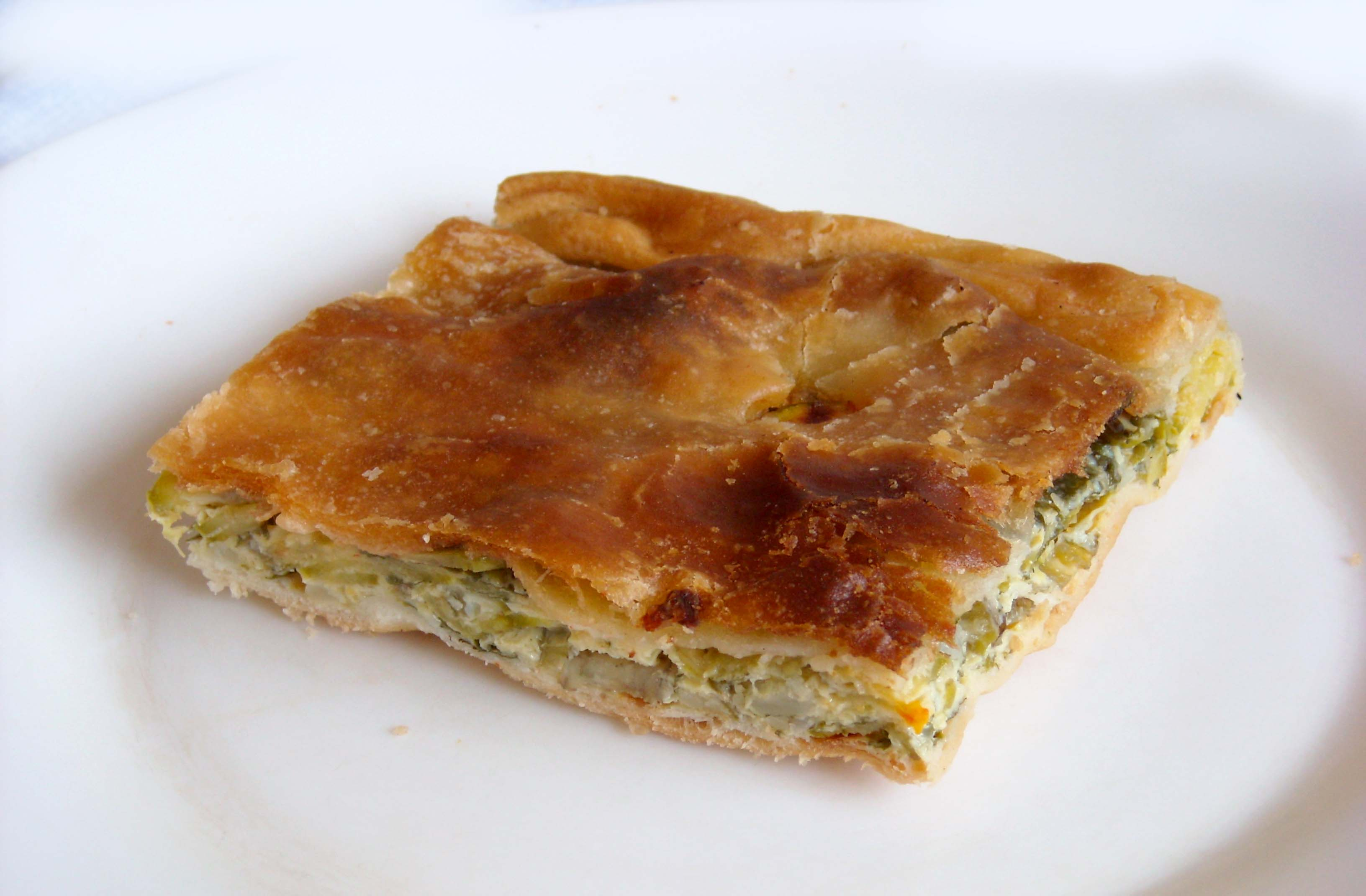
Torta verde de Ventimiglia, Italia
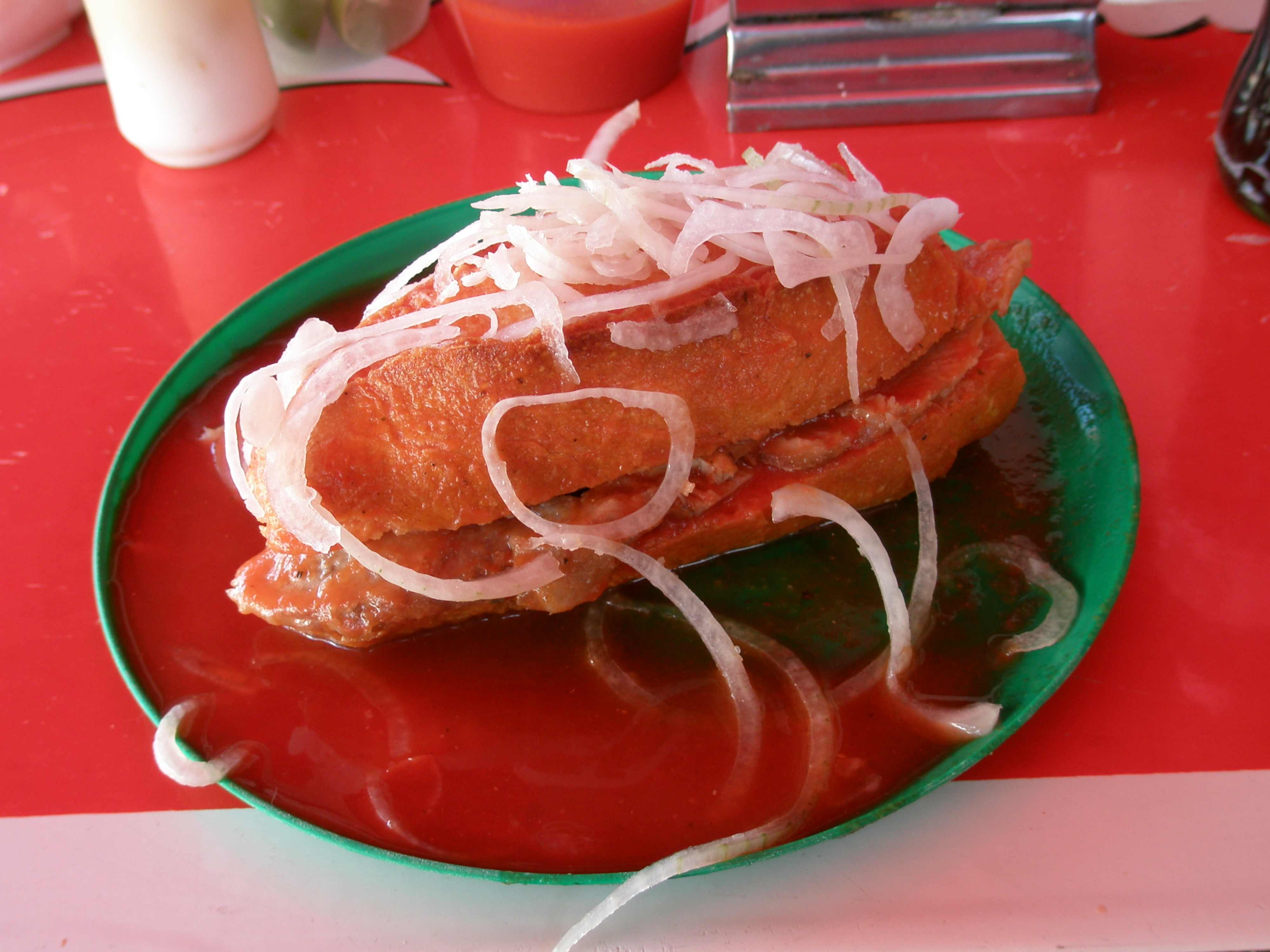
Torta ahogada mexicana, un sandwich de carnitas con salsa de chile y tomate, rodajas de cebolla y zumo de limón
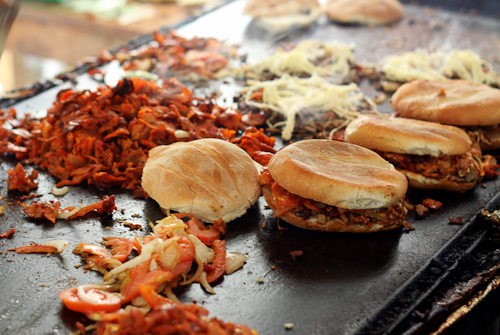
Preparando tortas en una parrilla en  Oaxaca, México
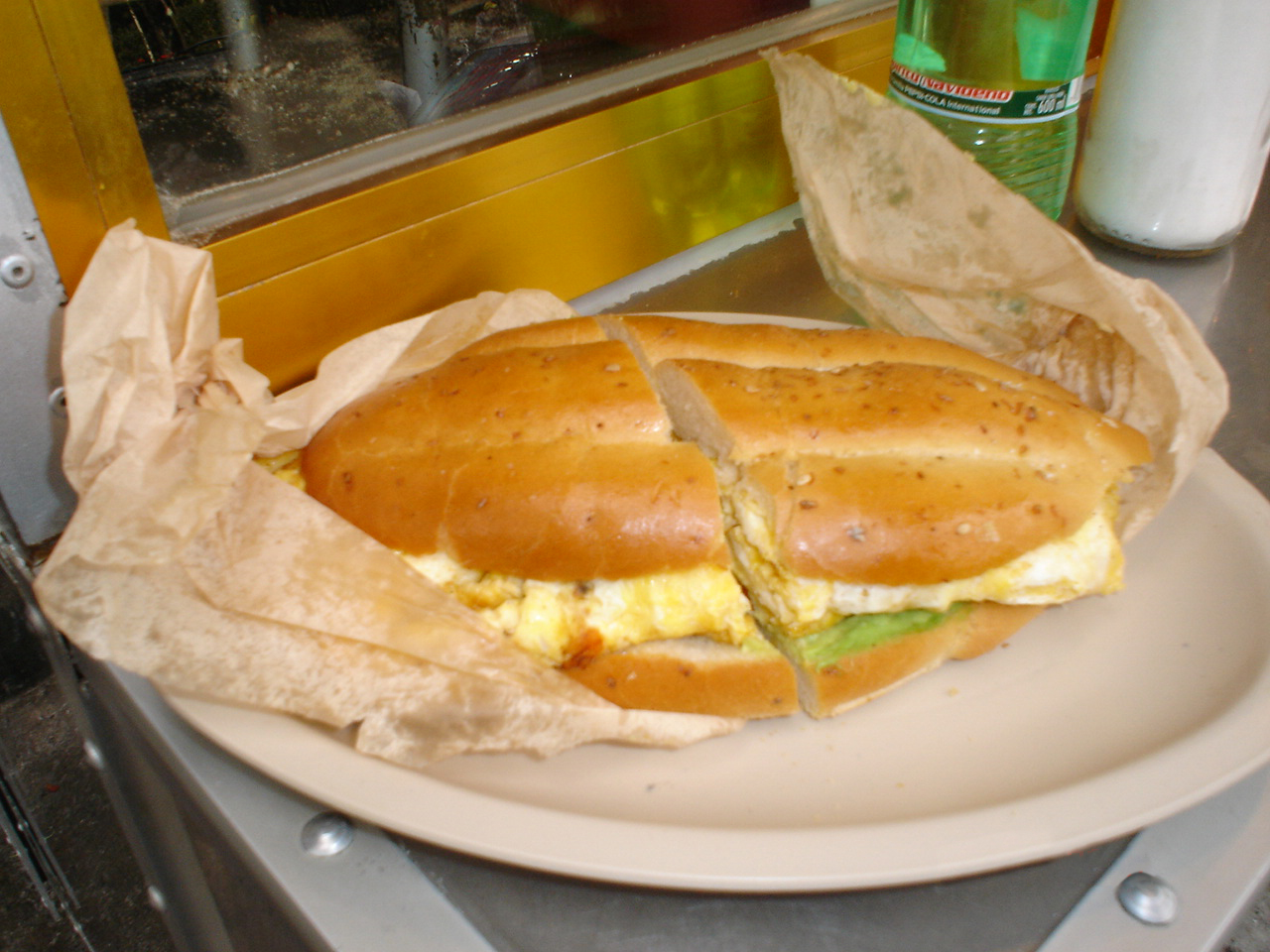
Torta de Huevo mexicana
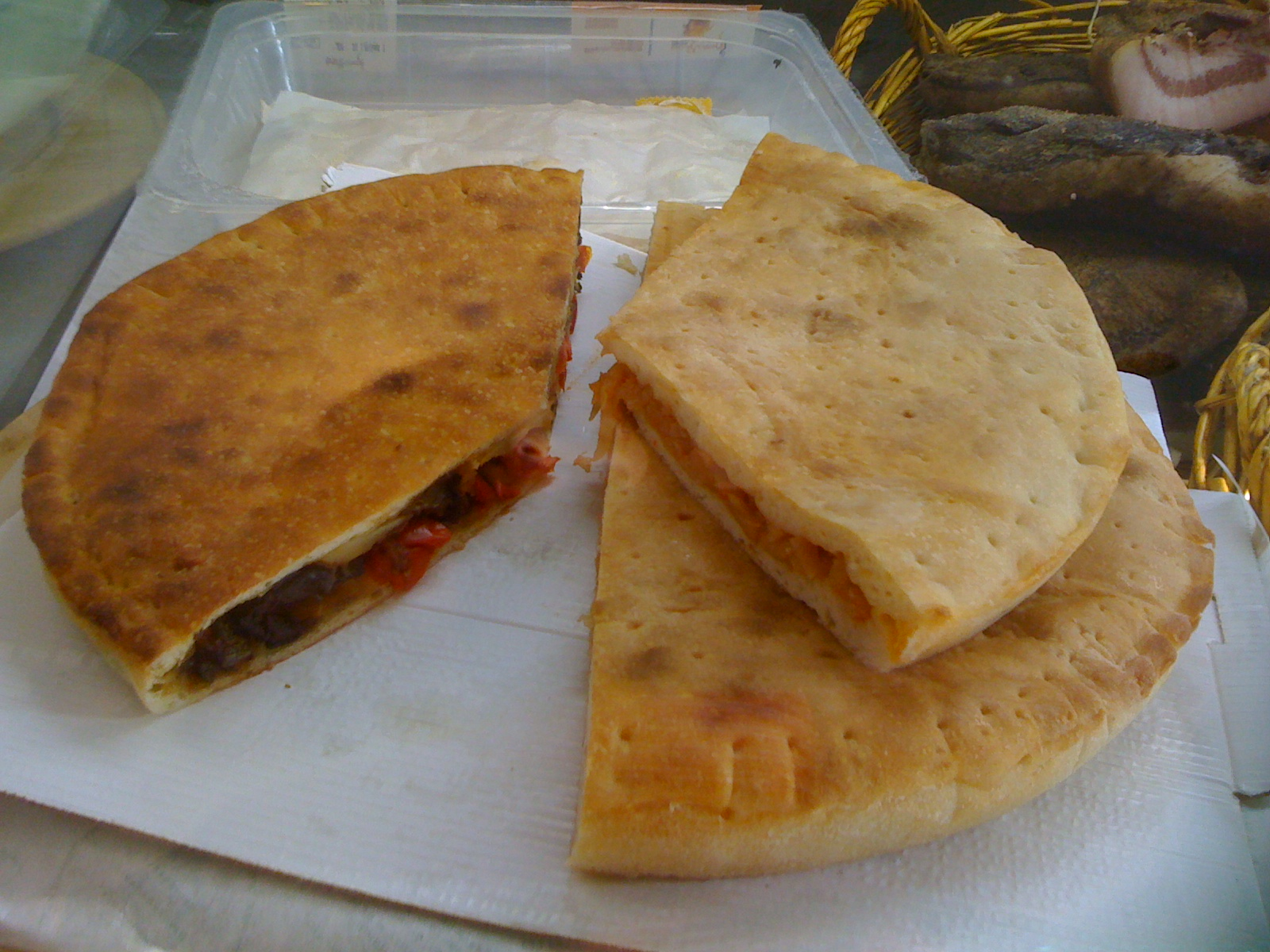
Tiella de Gaeta, Lacio, Italia